# Élections législatives de 1997 à La Réunion
Les élections législatives françaises de 1997 se déroulent les 25 mai et 1er juin. Dans le département de La Réunion, cinq députés sont à élire dans le cadre de cinq circonscriptions.

## Élus
| Circonscription | Député sortant        | Parti | Parti         | Député élu ou réélu | Parti | Parti         |
| --------------- | --------------------- | ----- | ------------- | ------------------- | ----- | ------------- |
| 1re             | Gilbert Annette       |       | PS            | Michel Tamaya       |       | PS            |
| 2e              | Claude Hoarau         |       | PCR           | Huguette Bello      |       | PCR           |
| 3e              | André Thien Ah Koon   |       | Divers droite | André Thien Ah Koon |       | Divers droite |
| 4e              | André-Maurice Pihouée |       | RPR           | Élie Hoarau         |       | PCR           |
| 5e              | Jean-Paul Virapoullé  |       | UDF (FD)      | Claude Hoarau       |       | PCR           |

## Résultats

### Résultats à l'échelle du département
| Parti          | Parti                              | Premier tour | Premier tour | Second tour | Second tour | Sièges |
| Parti          | Parti                              | Voix         | %            | Voix        | %           | Sièges |
| -------------- | ---------------------------------- | ------------ | ------------ | ----------- | ----------- | ------ |
|                | Parti communiste réunionnais       | 55 807       | 29,28        | 53 864      | 41,39       | 3      |
|                | Parti socialiste                   | 32 333       | 16,96        | 20 203      | 15,52       | 1      |
|                | Divers gauche                      | 3 928        | 2,06         |             |             | 0      |
|                | Les Verts                          | 1 898        | 1,00         | 0           |             |        |
|                | Gauche plurielle                   | 93 966       | 49,30        | 74 067      | 56,91       | 4      |
|                |                                    |              |              |             |             |        |
|                | Divers droite                      | 36 475       | 19,14        |             |             | 1      |
|                | Rassemblement pour la République   | 30 888       | 16,21        | 33 224      | 25,53       | 0      |
|                | Union pour la démocratie française | 21 282       | 11,17        | 22 859      | 17,56       | 0      |
|                | Droite parlementaire               | 88 645       | 46,51        | 56 083      | 43,09       | 1      |
|                |                                    |              |              |             |             |        |
|                | Front national                     | 3 847        | 2,02         |             |             | 0      |
|                | Divers dont PLN                    | 2 380        | 1,25         | 0           |             |        |
|                | Extrême gauche dont LO             | 1 749        | 0,92         | 0           |             |        |
|                |                                    |              |              |             |             |        |
| Inscrits       | Inscrits                           | 372 321      | 100,00       | 218 133     | 100,00      | 5      |
| Abstentions    | Abstentions                        | 166 367      | 44,68        | 79 279      | 36,34       |        |
| Votants        | Votants                            | 205 954      | 55,32        | 138 854     | 63,66       |        |
| Blancs et nuls | Blancs et nuls                     | 15 367       | 7,46         | 8 704       | 6,27        |        |
| Exprimés       | Exprimés                           | 190 587      | 92,54        | 130 150     | 93,73       |        |

### Résultats par circonscription

#### Première circonscription (Saint-Denis)
| Candidat       | Candidat            | Parti          | Premier tour | Premier tour | Second tour | Second tour |  |
| Candidat       | Candidat            | Parti          | Voix         | %            | Voix        | %           |  |
| -------------- | ------------------- | -------------- | ------------ | ------------ | ----------- | ----------- |  |
|                | Michel Tamaya élu   | PS             | 13 368       | 49,75        | 20 203      | 55,64       |  |
|                | René-Paul Victoria  | RPR            | 4 462        | 16,6         | 16 104      | 44,36       |  |
|                | Jean-Jacques Morel  | UDF (PR)       | 3 894        | 14,49        |             |             |  |
|                | Ibrahim Dindar      | Divers droite  | 2 257        | 8,4          |             |             |  |
|                | Jean-Pierre Esperet | Les Verts      | 917          | 3,41         |             |             |  |
|                | Pascal Besnard      | FN             | 780          | 2,9          |             |             |  |
|                | Didier Lombard      | LO             | 568          | 2,11         |             |             |  |
|                | Alain Parrod        | Divers droite  | 413          | 1,54         |             |             |  |
|                | Marie-Denise Viel   | PLN            | 213          | 0,79         |             |             |  |
|                |                     |                |              |              |             |             |  |
| Inscrits       | Inscrits            | Inscrits       | 70 093       | 100,00       | 70 086      | 100,00      |  |
| Abstentions    | Abstentions         | Abstentions    | 40 507       | 57,79        | 31 346      | 44,73       |  |
| Votants        | Votants             | Votants        | 29 586       | 42,21        | 38 740      | 55,27       |  |
| Blancs et nuls | Blancs et nuls      | Blancs et nuls | 2 714        | 9,17         | 2 433       | 6,28        |  |
| Exprimés       | Exprimés            | Exprimés       | 26 872       | 90,83        | 36 307      | 93,72       |  |

#### Deuxième circonscription (Saint-Paul)
| Candidat       | Candidat            | Parti          | Premier tour | Premier tour | Second tour | Second tour |  |
| Candidat       | Candidat            | Parti          | Voix         | %            | Voix        | %           |  |
| -------------- | ------------------- | -------------- | ------------ | ------------ | ----------- | ----------- |  |
|                | Huguette Bello élue | PCR            | 17 049       | 51,36        | 27 648      | 61,76       |  |
|                | Joseph Sinimalé     | RPR            | 10 211       | 30,76        | 17 120      | 38,24       |  |
|                | Karl Bellon         | Divers gauche  | 1 831        | 5,52         |             |             |  |
|                | François Esquer     | Les Verts      | 981          | 2,96         |             |             |  |
|                | Christian Tessier   | Divers droite  | 873          | 2,63         |             |             |  |
|                | Georges Rivière     | Divers gauche  | 626          | 1,89         |             |             |  |
|                | Jean Lougon         | Divers droite  | 591          | 1,78         |             |             |  |
|                | Thérèse Alavin      | FN             | 586          | 1,77         |             |             |  |
|                | Émile Chane-Tou-Ky  | Divers droite  | 234          | 0,7          |             |             |  |
|                | Michel Caubet       | PLN            | 215          | 0,65         |             |             |  |
|                |                     |                |              |              |             |             |  |
| Inscrits       | Inscrits            | Inscrits       | 75 781       | 100,00       | 75 759      | 100,00      |  |
| Abstentions    | Abstentions         | Abstentions    | 39 496       | 52,12        | 27 074      | 35,74       |  |
| Votants        | Votants             | Votants        | 36 285       | 47,88        | 48 685      | 64,26       |  |
| Blancs et nuls | Blancs et nuls      | Blancs et nuls | 3 088        | 8,51         | 3 917       | 8,05        |  |
| Exprimés       | Exprimés            | Exprimés       | 33 197       | 91,49        | 44 768      | 91,95       |  |

#### Troisième circonscription (Le Tampon)
|                | André Thien Ah Koon sortant réélu | Divers droite  | 27 760 | 51,74  |  |  |  |
|                | Jean-Claude Fruteau               | PS             | 18 965 | 35,35  |  |  |  |
|                | Lylian Payet                      | Divers droite  | 4 347  | 8,1    |  |  |  |
|                | Guy Jarnac                        | diss. PS       | 1 471  | 2,74   |  |  |  |
|                | Richard Alavin                    | FN             | 773    | 1,44   |  |  |  |
|                | Marie Josette Marion              | PLN            | 335    | 0,62   |  |  |  |
|                |                                   |                |        |        |  |  |  |
| Inscrits       | Inscrits                          | Inscrits       | 87 476 | 100,00 |  |  |  |
| Abstentions    | Abstentions                       | Abstentions    | 30 440 | 34,8   |  |  |  |
| Votants        | Votants                           | Votants        | 57 036 | 65,2   |  |  |  |
| Blancs et nuls | Blancs et nuls                    | Blancs et nuls | 3 385  | 5,93   |  |  |  |
| Exprimés       | Exprimés                          | Exprimés       | 53 651 | 94,07  |  |  |  |

#### Quatrième circonscription (Saint-Pierre)
|                | Élie Hoarau élu               | PCR (PS)       | 21 707 | 54,76  |  |  |  |
|                | André-Maurice Pihouée sortant | RPR            | 16 215 | 40,9   |  |  |  |
|                | Marie-Luce Clain              | FN             | 988    | 2,49   |  |  |  |
|                | Érick-Joël Mayen              | PLN            | 732    | 1,85   |  |  |  |
|                |                               |                |        |        |  |  |  |
| Inscrits       | Inscrits                      | Inscrits       | 66 697 | 100,00 |  |  |  |
| Abstentions    | Abstentions                   | Abstentions    | 23 592 | 35,37  |  |  |  |
| Votants        | Votants                       | Votants        | 43 105 | 64,63  |  |  |  |
| Blancs et nuls | Blancs et nuls                | Blancs et nuls | 3 463  | 8,03   |  |  |  |
| Exprimés       | Exprimés                      | Exprimés       | 39 642 | 91,97  |  |  |  |

#### Cinquième circonscription (Saint-Benoît)
| Candidat       | Candidat                     | Parti          | Premier tour | Premier tour | Second tour | Second tour |  |
| Candidat       | Candidat                     | Parti          | Voix         | %            | Voix        | %           |  |
| -------------- | ---------------------------- | -------------- | ------------ | ------------ | ----------- | ----------- |  |
|                | Jean-Paul Virapoullé sortant | UDF (FD)       | 17 388       | 46,71        | 22 859      | 46,58       |  |
|                | Claude Hoarau élu            | PCR (PS)       | 17 051       | 45,81        | 26 216      | 53,42       |  |
|                | Jean-Yves Payet              | LO             | 1 181        | 3,17         |             |             |  |
|                | Marie-France Paris           | PLN            | 885          | 2,38         |             |             |  |
|                | Jean-Marc Venner             | FN             | 720          | 1,93         |             |             |  |
|                |                              |                |              |              |             |             |  |
| Inscrits       | Inscrits                     | Inscrits       | 72 274       | 100,00       | 72 288      | 100,00      |  |
| Abstentions    | Abstentions                  | Abstentions    | 32 332       | 44,74        | 20 859      | 28,86       |  |
| Votants        | Votants                      | Votants        | 39 942       | 55,26        | 51 429      | 71,14       |  |
| Blancs et nuls | Blancs et nuls               | Blancs et nuls | 2 717        | 6,8          | 2 354       | 4,58        |  |
| Exprimés       | Exprimés                     | Exprimés       | 37 225       | 93,2         | 49 075      | 95,42       |  |